# Altavilla Irpina
Altavilla Irpina ist eine italienische Gemeinde mit 3873 Einwohnern (Stand 31. Dezember 2023) in der Provinz Avellino in der Region Kampanien.

## Geografie
Die Nachbargemeinden sind Arpaise (BN), Ceppaloni (BN), Chianche, Grottolella, Petruro Irpino, Pietrastornina, Prata di Principato Ultra, Sant’Angelo a Scala und Tufo. Die Ortsteile lauten Belvedere, Pannone di sopra, Pannone di sotto, Pincera, Ponte dei Santi, Russo, San Trifone, Sassano und Toro.

## Geschichte
Die Ursprünge von Altavilla Irpina sind wahrscheinlich antik: Einige glauben, dass Vergil sie in der Aeneis unter dem Namen Poetilia erwähnt. Sicherlich hat Giovanni Verga viel später, 1882, seinen Roman Il marito di Elena dort angesiedelt. Die frühesten geschichtlichen Zeugnisse gehen auf die Burg Altacauda zurück, die auf dem Gebiet der heutigen Gemeinde in langobardischer Zeit bestand. Darauf folgte, nach verschiedenen Wechselfällen, die Herrschaft der Normannen im 12. Jahrhundert. Später ging das Lehen, das diese Siedlung umfasste, an die Familie De Capua über, und erst dann tauchte der Name Altavilla Irpina auf, womit Luigi De Capua sowohl an seine eigene Abstammung als auch an seine Herkunft aus der gleichnamigen Stadt in der Normandie erinnerte. Sie ist als Stadt des Schwefels bekannt, da hier eines der wichtigsten Schwefelvorkommen Kampaniens entdeckt wurde. Die weiteren Schritte in der Geschichte der Gemeinde werden denen der übrigen Umgebung und dann der nationalen Geschichte folgen.

## Symbole
Das Wappen und der Gonfanon der Gemeinde Altavilla Irpina wurden mit Dekret des Präsidenten der Republik vom 11. September 2017 verliehen.
"Wappen in Azur, mit drei grünen Hügeln in italienischem Stil, die miteinander verbunden sind, wobei der mittlere Hügel höher und breiter ist und mit 21 geschälten Haselnüssen in Gold beladen ist, von denen sieben auf jeder Seite in drei Strängen aufgereiht sind, die in einer oben angebundenen Stange aus Gold stecken; die Hügel gründen auf einem abgesenkten Band aus Gold, das mit den Großbuchstaben A G P, durchsetzt mit vier kleinen Rauten, die aus demselben Material bestehen, beladen ist. Äußere Verzierungen der Gemeinde". 

## Denkmäler und Orte von Interesse
- Palazzo comitale auch bekannt als „Palazzo Baronale“ (15. bis 16. Jahrhundert)
- Palazzo D'Agostino
- Palazzo Salerno
- Palazzo Caruso
- Chiesa Collegiata di Santa Maria Assunta (18. Jahrhundert)
- Chiesa della SS.ma Annunziata (14. bis 15. Jahrhundert)
- Miniere di zolfo
- Museo della Gente senza Storia
- Museo nella casa natale di Sant'Alberico Crescitelli
- Fontana piè di castello
- Impronta di San Bernardino

## Kultur

### Kino
- "Altavilla Irpina" wird in dem Film Lucky Luciano unter der Regie von Francesco Rosi erwähnt.
- "Oggi è il giorno di festa" (Heute ist ein Festtag), ein Film von Giovanni Prisco mit Leo Gullotta in der Hauptrolle, zeigt die Gassen der Stadt und die traditionelle Parade der Türen von San Pellegrino Martire. Am 5. September 2015, anlässlich der Präsentation des Filmprojekts, hat der Bürgermeister von Altavilla Irpina dem Hauptdarsteller Leo Gullotta eine "besondere Erwähnung" verliehen.

### Veranstaltungen
Am 21. Juli wird der heilige Alberico Crescitelli gefeiert, ein Missionar aus Altavilla Irpina, der im 20. Jahrhundert in China den Märtyrertod erlitt und am 1. Oktober 2000 von Papst Johannes Paul II. heiliggesprochen wurde
Am 18. August findet der Palio dell'Anguria (Wassermelonenrennen) statt. Der Palio dell'Anguria ist eine Nachstellung der Ereignisse, die Ende des 14. Jahrhunderts der Königin Konstanze von Chiaromonte, Tochter des Vizekönigs von Sizilien und des Herzogtums Kalabrien Manfred II., widerfuhren, die durch die Heirat mit König Ladislao D'Anjou Durazzo zur Königin von Neapel wurde, dann aber verstoßen und mit dem treuen Lehnsherrn Andrea de Capua, Graf von Altavilla Irpina, verheiratet wurde. Daher gipfelt der Palio-Wettbewerb in einer Kostümparade. Entlang des Corso Garibaldi zieht die Prozession in mittelalterlichen Kostümen durch das mittelalterliche Dorf, umgeben von zwei Flügeln der Menge, und leitet das Eselrennen ein, das von Reitern bestritten wird, die die für die Königin bestimmte Wassermelone unter einem Arm ins Ziel tragen müssen.
Am 24. und 25. August wird San Pellegrino Martire gefeiert, mit einem Umzug der traditionellen Pilger "battenti" aus verschiedenen Nachbarsgemeinden, die an Altavilla Irpina grenzen.

## Infrastruktur und Verkehr
Die Gemeinde verfügt über einen eigenen Bahnhof in der Nähe der alten Schwefelminen, der an der nicht elektrifizierten, eingleisigen Strecke Benevento-Avellino liegt. Der Bahnhof der Stadt liegt auf halbem Weg zwischen den beiden Hauptstädten, mit denen er verbunden ist (jeweils etwa 15 km entfernt).
Der Personenverkehr von und nach der Gemeinde Altavilla Irpina ist sehr gering, da der Bahnhof mehrere Kilometer außerhalb der Stadt und am Fuße der Stadt liegt. Dies gilt auch für die meisten Bahnhöfe der Strecke. Die Züge bestehen aus Dieseltriebwagen des Typs ALn 668, zumeist in Einfachformation (68 Sitzplätze), oder aus moderneren Minuetto-Zügen mit 122 Sitzplätzen.
Wesentlich besser ausgebaut und genutzt sind die Busverbindungen in diesem Gebiet. Altavilla Irpina ist die Endstation mehrerer Buslinien. Sie ist häufig mit der Provinzhauptstadt Avellino verbunden, während mehrere andere Buslinien, die hauptsächlich von Studenten genutzt werden, nach Benevento führen. Seit kurzem (2011) gibt es eine direkte Busverbindung in die Stadt Rom, deren Fahrplan je nach Wochentag variiert.
Straßenmäßig verbindet die Gemeinde via der ehemaligen Strada statale 88 dei Due Principati, die eine direkte Verbindung zu den Provinzhauptstädten Avellino und Benevento herstellt, mit den zwei großen Provinzhauptstädten. Außerdem zweigen mehrere Provinzstraßen ab, die die Gemeinde mit den Nachbargemeinden verbinden.